# ギー1世・ド・モンレリ
ギー1世・ド・モンレリ（Guy I de Montlhéry, ? - 1095年）は、第2代モンレリ領主およびブレ領主。ミロン・ド・モンレリの息子。
ゴメッツ領主ギヨームの姉妹オディエルヌ・ド・ゴメッツと結婚した。2人の間には以下の子女が生まれた。
- ミロン1世（1102年没）[2] - モンレリ領主。トロワ女副伯リトリュイーズと結婚。
- メリザンド（1097年没） - ルテル伯ユーグ1世と結婚[2]。エルサレム王ボードゥアン2世の母[2]。
- イザベル - クルトネー領主ジョスラン1世と結婚。エデッサ伯ジョスラン1世の母[2]。
- ギー（1055年 - 1108年）[2] - ロシュフォール伯。後のフランス王ルイ６世即位前の王太子妃リュシエンヌ・ド・ロシュフォールの実父。
- ベアトリス（1069年 - 1117年） - アンソー1世・ド・ガルランドと結婚
- オディエルヌ - ゴーティエ・ド・サン＝ヴァレリー（英語版）と結婚
- アリス（アデル、アリックス）（1040年 - 1097年） - ル・ピュイゼ領主ユーグ1世（1035年 - 1094年）と結婚[2]

ギー1世は1095年に死去したが、同年に教皇ウルバヌス2世は第1回十字軍を開始した。モンレリ家、クルトネー家およびル・ピュイゼ家のギー1世の子孫の多くは聖地で活躍した。